# Cyrtophora moluccensis
Cyrtophora moluccensis är en spindelart som först beskrevs av Carl Ludwig Doleschall 1857.  Cyrtophora moluccensis ingår i släktet Cyrtophora och familjen hjulspindlar.

## Underarter
Arten delas in i följande underarter:
- C. m. albidinota
- C. m. bukae
- C. m. cupidinea
- C. m. margaritacea
- C. m. rubicundinota